# Баутин, Николай Николаевич
Николай Николаевич Баутин (26 декабря 1908 года, Нижний Новгород — 3 апреля 1993 года, Нижний Новгород) — советский учёный-механик, награждён орденом Знак Почета, заслуженный деятель науки и техники РСФСР, лауреат премии имени А. А. Андронова (1980).

## Биография

### Семья и детские годы
Родился 26 декабря 1908 года в Нижнем Новгороде в семье чиновника. Отец — Николай Викторович Баутин — имел незаконченное высшее юридическое образование, полученное в Казанском университете. Мать — Антонина Львовна (в девичестве Глезденева), происходила из мещанского сословия. Николай был третьим из четырех детей в семье. В возрасте восьми лет перенес полиомиелит, после которого всю жизнь был вынужден ходить на костылях.
В детские годы увлекся шахматами и со временем стал известным шахматистом-спортсменом. С 1925 года он занимал высокие места в первенствах Нижнего Новгорода, в 1929 году победил в матче А. Н. Вяхирева и стал чемпионом города, а в 1931 году стал чемпионом Нижегородского края, тогда включавшего в себя современные Нижегородскую и Кировскую области, Чувашскую и Марийскую республики. В числе побежденных Баутиным в этом турнире — Х. И. Холодкевич, участник 5-го чемпионата СССР. В том же году играл в полуфинале 7-го чемпионата СССР. Из этой полуфинальной подгруппы в финал вышли И. А. Кан и А. Д. Замиховский. Также в группе играли Г. Г. Степанов, А. С. Эбралидзе, К. В. Розенкранц. В 1933 году Баутин снова выиграл краевой турнир, набрав 6½ из 7 и победив в личной встрече выступавшего вне конкурса мастера В. В. Рагозина.
После окончания Педагогического института, когда началась его трудовая деятельность как педагога и ученого, он уже реже участвовал в шахматной жизни города, оставаясь при этом одним из ведущих шахматистов вплоть до 1945 года.

### Учеба и карьера
В 1933 году окончил физико-математический факультет Нижегородского педагогического института. Среди преподавателей на Баутина, по его воспоминаниям, оказали влияние два математика — нижегородский профессор И. Р. Брайцев и профессор Л. А. Люстерник (впоследствии известный ученый, член-корреспондент АН СССР), который работал в Нижнем Новгороде с 1928 по 1931 год.
С 1938 по 1941 годы учился в аспирантуре того же института под научным руководством А. А. Андронова, после чего защитил кандидатскую диссертацию на тему «О поведении динамических систем при малых нарушениях устойчивости Рауса-Гурвица».
С 1943 по 1952 годы работал по совместительству старшим научным сотрудником руководимого А. А. Андроновым теоретического отдела Горьковского исследовательского физико-технического института (ГИФТИ), с 1952 по 1959 год заведует отделом (заменив умершего в 1952 году А. А. Андронова). В 1957 году защитил докторскую диссертацию на тему «Нелинейные задачи теории автоматического регулирования, возникающие в связи с динамикой часовых регуляторов скорости» (один из официальных оппонентов — академик Л. С. Понтрягин).
С 1967 по 1972 годы работал в должности старшего научного сотрудника в отделе, перешедшем в состав вновь созданного Научно-исследовательского института прикладной математики и кибернетики (НИИ ПМК) при Горьковском университете. Уход из ГИФТИ в 1959 году с должности заведующего отделом был связан с постановлением правительства, запрещавшим совместительство.
Скончался 3 апреля 1993 года. Похоронен на Бугровском кладбище Нижнего Новгорода.

## Научная деятельность
Научная деятельность Николая Николаевича Баутина началась со встречи с А. А. Андроновым, бывшим в то время профессором Горьковского университета.
Научная деятельность прошла в составе горьковской школы теории нелинейных колебаний, которую основал А. А. Андронов. Почти сразу после окончания Нижегородского педагогического института Баутин становится учеником Андронова и в дальнейшем его сотрудником и одним из ведущих ученых школы.

По воспоминаниям доцента ГГУ, а впоследствии заведующего отделом НИИ ПМК А. М. Гильмана (мастера спорта СССР по шахматам), с которым Баутин был дружен с 1929 года и до конца жизни: 
Как рассказывал Баутин, сотрудничество с А. А. Андроновым началось следующим образом. Александр Александрович после приезда в Нижний Новгород в 1932 году организовал научный семинар, который назывался «Качественные методы в теории дифуравнений». В те годы научный семинар в Горьком был в какой-то мере диковинкой. В Индустриальном институте (который впоследствии был переименован в Политехнический), где я тогда учился, семинары вообще не проводились. Насколько мне известно, не было их и в Пединституте. Семинар был немногочисленным. Среди его участников был в то время молодой и рано умерший горьковский математик Е. А. Иконников. Именно он пригласил Николая Николаевича принять участие в работе семинара. Николай Николаевич работал преподавателем математики на рабфаке, имел очень большую нагрузку (10-12 учебных часов в день) и никакой научной работы, разумеется, не вел. Однако по складу ума он не мог не проявить интереса к семинару и начал его посещать. Александр Александрович предлагал задачи для самостоятельной работы. Взял такую задачу и Николай Николаевич. Для работы над ней у него было очень мало времени. Работал он ночью, а днем старался использовать любую свободную минуту. Сравнительно быстро выполнив задачу, он передал ее решение Александру Александровичу. Уже на следующем занятии-семинаре Андронов предложил ему поступать в аспирантуру. Как позднее рассказывал сам Александр Александрович, он дал Баутину трудную задачу и думал, что имеется мало шансов, что выпускник пединститута сумеет ее одолеть, а если сумеет, то это действительно сильный человек. Андронов не поленился повторить все выкладки, проведенные Николаем Николаевичем, и не нашел ни одной, даже мелкой неточности.
Первая публикация: совместная с Е. А. Иконниковым статья «Об исследовании алгебраических уравнений геометрическим методом».
Научная деятельность Н. Н. Баутина относится к трем математическим направлениям:
- качественная теория дифференциальных уравнений;
- теория автоматического регулирования
- динамическая теория часов.

В общей сложности по этим направлениям им опубликовано более шестидесяти статей в центральных научных журналах (многие из которых были переведены на английский и французский языки) и три монографии.

### Результаты работ по теории устойчивости
Разработал методику различения «безопасных» и «опасных» изменений областей динамического равновесия систем, где изменения в «безопасных» границах приводят к малым изменениям системы, а «опасные» изменения приводят к необратимому изменению состояния системы.
Итогом исследований в этой области стало написание монографии «Поведение динамических систем вблизи границ области устойчивости», которая была переизданная в 1984 году. В эту монографию вошли основные результаты кандидатской диссертации Н. Н. Баутина.
Вот что написал А. А. Андронов в своем предисловии к этой книге:
«. . . Н. Н. Баутин, рассматривая вопрос об устойчивости по Ляпунову с точки зрения теории бифуркаций (то есть считая параметры, входящие в правые части исследуемых дифференциальных уравнений, переменными и рас-сматривая ряды их фиксированных значений), убедительно иллюстрирует не только большую теоретическую значимость теории устойчивости, принадлежащей А. М. Ляпунову, и практический интерес тех ее выводов, которые от-носятся к обычным (грубым) системам, но и показывает интерес для технических вопросов тех менее известных исследований А. М. Ляпунова, которые посвящены так называемым особенным случаям общей задачи устойчивости движения»
.
К настоящему времени методика определения опасных и безопасных границ разработана для систем произвольного порядка, а также, в ряде случаев, и для уравнений в частных производных.
Также к этому направлению относится известная работа Н. Н. Баутина «О числе предельных циклов, появляющихся при изменении коэффициентов из состояния равновесия типа фокуса или центра». Решенная в ней задача была предложена Баутину во время его обучения в аспирантуре А. А. Андроновым. Ее итоговый результат, известный в современной литературе как теорема Баутина, прежде всего связывается со второй частью 16-й проблемы Гильберта.
В этой части вопрос Гильберта состоит в следующем: каково максимальное число M(n) предельных циклов Пуанкаре (изолированных замкнутых фазовых кривых) и каково их взаимное расположение у дифференциального уравнения
{\displaystyle {\frac {dy}{dx}}={\frac {Q_{n}(x;y)}{P_{n}(x;y)}}};
или соответствующей этому уравнению системы
{\displaystyle {\frac {dx}{dt}}=P_{n}(x;y);} {\displaystyle {\frac {dy}{dt}}=Q_{n}(x;y)}
где {\displaystyle P_{n}(x;y)} и {\displaystyle Q_{n}(x;y)} — многочлены степени n от действительных переменных.

Вторая часть 16-й проблемы до сих пор не решена даже для простейшего случая n = 2. Попытки ее решения хотя и не привели к успеху, но способствовали развитию новых областей в геометрической теории дифференциальных уравнений на плоскости, теории бифуркаций, теории нормальных форм, аналитических слоений, а также некоторых разделов алгебраической геометрии.
Результат Баутина, появившийся через 40 лет после знаменитого доклада Гильберта, решает для случая n = 2 так называемую локальную версию 16-й проблемы, которая состоит в оценке максимального числа M(n) предельных циклов, появляющихся (бифурцирующих) из особой точки типа фокуса или центра. В силу теоремы Баутина M(2) = 3.
Задача оценки числа M(n) в современной литературе называется проблемой цикличности. Понятие цикличности, введенное Н. Н. Баутиным в своей работе, играет одну из ключевых ролей в теории полиномиальных векторных полей на плоскости и используется также по отношению к сепаратрисным циклам.
В результате его исследований в современную математику введены и используются такие понятия, как идеал Баутина (порожденный ляпуновскими величинами идеал в кольце многочленов от переменных, соответствующих параметрам исходной системы), индекс Баутина (число многочленов, составляющих базис идеала Баутина).

### Работы по теории автоматического регулирования
В области теории автоматического регулирования Баутин начал работать во время Великой Отечественной войны в содружестве с А. А. Андроновым и с преподавателями Горьковского университета А. Г. Майером и Г. С. Гореликом.
Вел работы по применению и дальнейшей разработке метода точечных отображений, который впервые появился в математике в качественной теории дифференциальных уравнений в трудах А.Пуанкаре, а затем получил свое развитие в работах Л. Брауера и Д. Биркгофа (теория Пуанкаре-Брауера-Биркгофа). Этот метод, никогда ранее не использовавшийся для решения технических проблем, позволил справиться с рядом трудных, не поддававшихся многим выдающимся ученым задач, связанных с трехмерными нелинейными системами автоматического регулирования. Среди них — задачи Мизеса и Вышнеградского, задачи об автопилотах и автоколебаниях винта с изменяемым шагом.

### Работы по динамической теории часов
Впервые выполнил работы по теоретическому исследованию динамики автоколебательных систем со своей спецификой.
Использовал результаты своих предшественников (А. А. Андронова и Ю. И. Неймарка, впервые рассмотревших динамическую модель часов с двумя степенями свободы), и сумел построить наиболее полную теорию часовых ходов, позволившую дать ответ на ряд основных вопросов теории спусковых регуляторов скорости.
Баутину удалось решить задачу, поставленную академиком Л. И. Мандельштамом: «Почему часы, снабженные маятником, менее податливы в смысле изменения периода при изменении трения?».
Работы, посвященные динамике часов, тесно связаны с первым и вторым направлениями его научных исследований и представляют собой применение методов качественной теории дифференциальных уравнений к анализу работы инженерных конструкций часовой техники. Описал и исследовал явления, которые не были обнаружены за долгий срок их существования (например, не замеченные ранее режимы работы), и рассчитывал период и амплитуду автоколебаний с гораздо большей надежностью, чем позволяли все известные ранее способы.
Итогом исследований Н. Н. Баутина по «часовой» тематике явилась монография «Динамическая теория часов», вышедшая в 1986 году в издательстве «Наука». В этой монографии дана развернутая автоколебательная теория часов и эквивалентных им в динамическом отношении устройств — спуск-вых регуляторов скорости. Рассмотрены и исследованы их математические модели и условия стабилизации периода автоколебаний.
Как рассказывала доцент ГГУ А. Г. Любина об одном из заседаний университетского семинара: 
«Руководитель семинара А. А. Андронов начинает заседание словами „Тихо, товарищи. Вы присутствуете при рождении теории часов“.
Затем свое выступление начинает Баутин. Перед ним на столе стоит ряд механических часов с открытыми для обозрения механизмами. Легкое движение руки докладчика, едва заметное смещение детали — и ход часов резко меняется, часы переходят в другой режим работы. У присутствующих создается впечатление волшебства, а сам „волшебник“ таким образом демонстрирует свою теорию на конкретных механизмах».
Н. Н. Баутин более тридцати лет поддерживал контакты с НИИчаспром — Научно-исследовательским институтом часовой промышленности.
Результаты исследований, проведенных в содружестве с Б. М. Чернягиным, ведущим сотрудником этого института, применяются для решения задач, возникающих при расчете и конструировании часовых регуляторов скорости в приборостроении и часовой промышленности (разработана методика инженерного расчета морских хронометров). При исследовании их динамических характеристик использовалась уточненная идеализация ударного взаимодействия, позднее получившая название модели Баутина-Чернягина.
В соответствии с этой моделью процесс взаимодействия осуществляется двумя ударами: не вполне упругим первым ударом и вторым неупругим с последующим движением в кинематической связи. Для оценки адекватности принятой идеализации была проведена скоростная (около 400 кадров в секунду) киносъемка реальной картины взаимодействия ходового колеса с импульсным камнем баланса. Результаты проведенного эксперимента показали, что принятая модель соответствует реальному динамическому процессу.

### Педагогическая и общественная деятельность
Баутин начал преподавать в 1931 году, еще будучи студентом третьего курса. Вся его педагогическая деятельность прошла в ГИИВТе Горьковском институте инженеров водного транспорта (сейчас это ВГАВТ).
Сначала он вел занятия по математике на рабфаке (рабочем факультете, то есть факультете довузовской подготовки). С 1935 года он ассистент, а с 1943 года — доцент кафедры высшей математики.
С 1954 года — заведующий этой кафедры, а в 1958 году присвоено звание профессора.
В 1981 году он по возрасту оставляет должность заведующего, оставаясь сначала профессором, а потом профессором-консультантом вплоть до 1990 года.
В 1986 году на экономическом факультете ГИИВТа была проведена оценка лекций по системе обратной связи и среди 15 преподавателей, участвовавших в этом опросе, Н. Н. Баутин получил у студентов наивысшую оценку.
- Член научно-методического совета по теоретической механике при учебно-методическом управлении по вузам МВССО СССР.
- Участвовал в издании журнала «Прикладная механика и математика».
- Член редакционной коллегии межвузовского математического сборника «Методы качественной теории дифференциальных уравнений».
- Член совета ГИИВТа по присуждению ученых степеней и аналогичных советов в системе Горьковского университета (в Научно-исследовательском радиофизическом институте и на факультете ВМК).

## Награды
- Премия имени А. А. Андронова (1980) — за цикл работ на тему «Качественное исследование автономных динамических систем»
- Заслуженный деятель науки и техники РСФСР
- Орден «Знак Почёта» (за цикл работ по теории автоматического регулирования)
- медали
- почетные грамоты Министерства речного флота РСФСР